# Notiobiella substellata
Notiobiella substellata är en insektsart som beskrevs av C.-k. Yang 1999. Notiobiella substellata ingår i släktet Notiobiella och familjen florsländor. Inga underarter finns listade i Catalogue of Life.